# Všech strádajících a zarmoucených radost

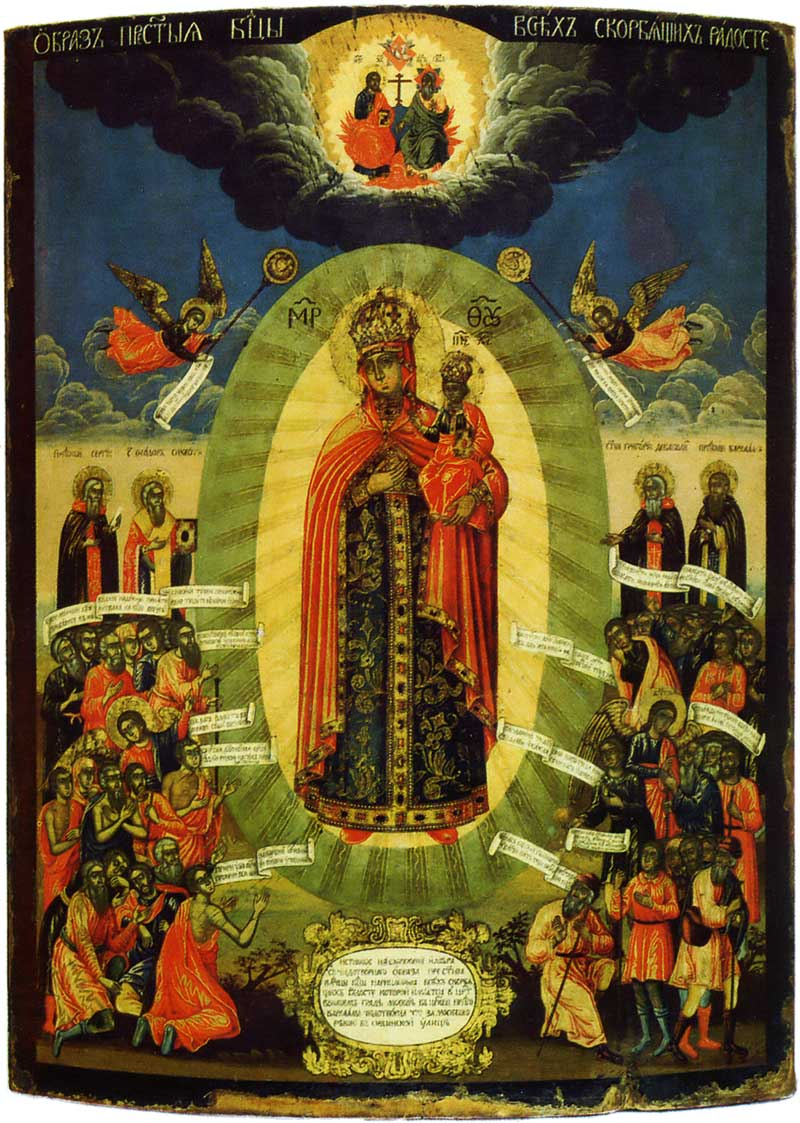
Ikona Všech strádajících a zarmoucených radost

Ikona Matky Boží Všech strádajících a zarmoucených radost (rusky Всех скорбящих Радость) je v pravoslaví a východním katolickém křesťanství titul daný Bohorodičce. Ikonografie je specificky ruská, bez byzantského precedentu.

## Charakteristika
Jedná se o typ ikony, která specifickým způsobem zobrazuje Bohorodici, stojící pod Synem, který je v nebi jako král, a obklopený světci a anděly. Kromě toho jsou specifické hymny (tropary a kondaky) věnovány oslavě její role přinášet světu naději a spásu, čímž se stává radostí pro všechny, kteří jsou zarmouceni:
| „                                                              | Tobě, vládkyni vítězů, věnujeme my, tví služebníci, hymnus vítězství a díkůvzdání, jako ti, kteří byli vysvobozeni z věčné smrti milostí Krista, našeho Boha, který se z tebe narodil, a tvým mateřským prostřednictvím před ním. Máš nepřemožitelnou moc, osvoboď nás od všech neštěstí a žalů, nás kteří k tobě voláme: Raduj se, Panno Bohorodice, plná milosti, radosti všech, kdo trpí smutkem! | “ |
| — Tropar k Bohorodici Všech strádajících a zarmoucených radost | |   |

Mnoho pravoslavných farností je pojmenováno Všech strádajících a zarmoucených radost, například i sanfranciská katedrála Svaté Panny. Církevní oslava svátku připadá na 23. července (v pravoslavných kalendářích).

## Titul
K Bohorodičce – radosti všech strádajících a zarmoucených existuje v byzantském ritu zvláštní akathistos. Na Západě má titul analogii v invokaci "potěšení zarmoucených" (consolatrix afflictorum) v Loretánské litanii.